# Acamas fils d'Eusoros
Pour les articles homonymes, voir Acamas.
Dans la mythologie grecque, Acamas (en Ἀκάμας / Akámas ou Ἀκάμαντος / Akámantos), fils d'Eusoros et oncle de Cyzicos, combattant du côté Troyen, était le chef d'un contingent thrace, tué par Ajax le grand.